# Assicurazioni Generali
Assicurazioni Generali (comunemente nota come Gruppo Generali) è una compagnia di assicurazione italiana. I suoi mercati principali sono l'Europa occidentale, l'America settentrionale e l'Estremo Oriente. È la più grande compagnia italiana e la terza europea per fatturato nel settore delle assicurazioni, dopo Allianz ed AXA.
La società è quotata alla Borsa Italiana e rientra nell'indice FTSE MIB della stessa Borsa.

## Storia

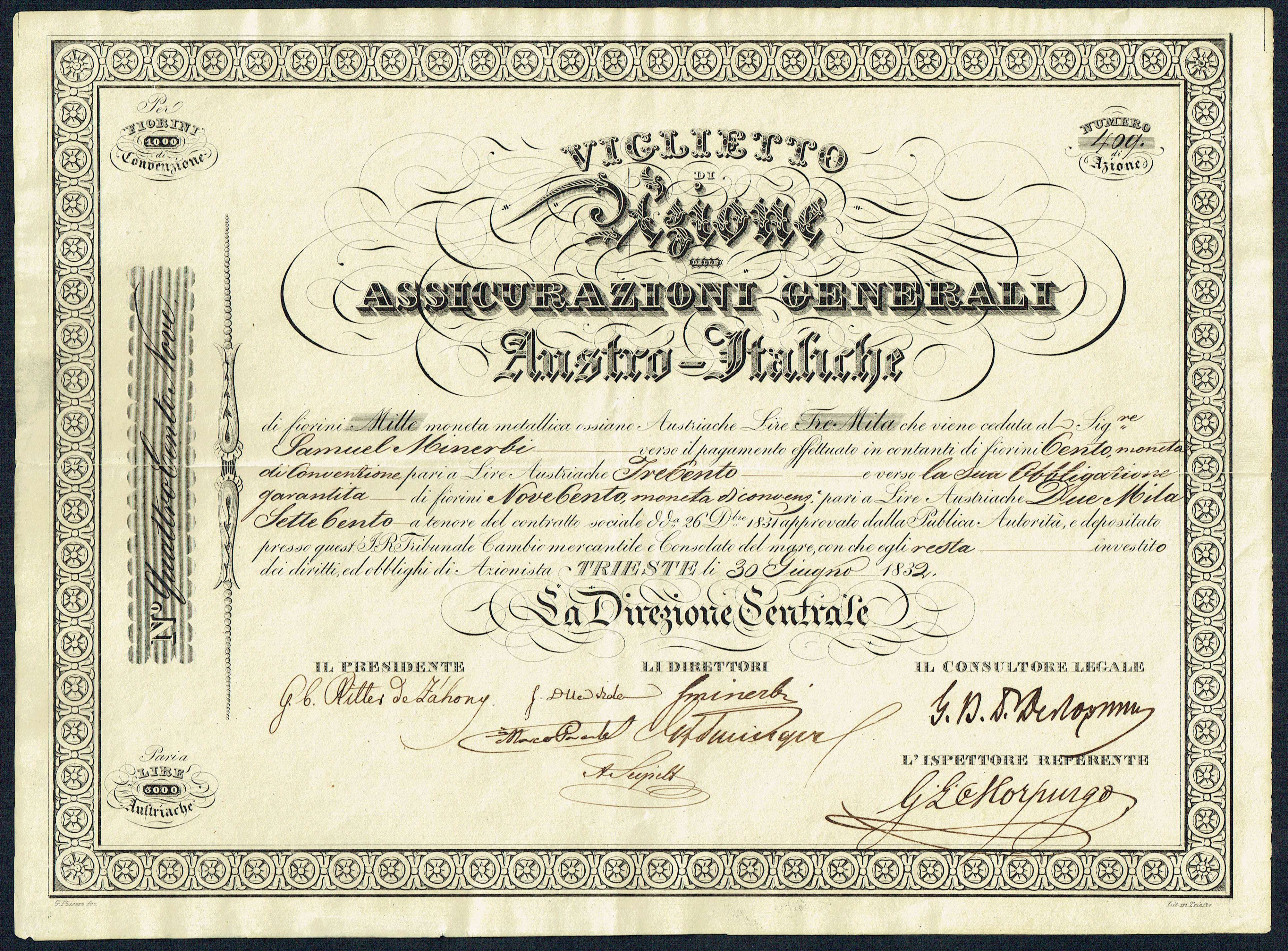
Quota del fondatore delle Assicurazioni Generali del 30 giugno 1832

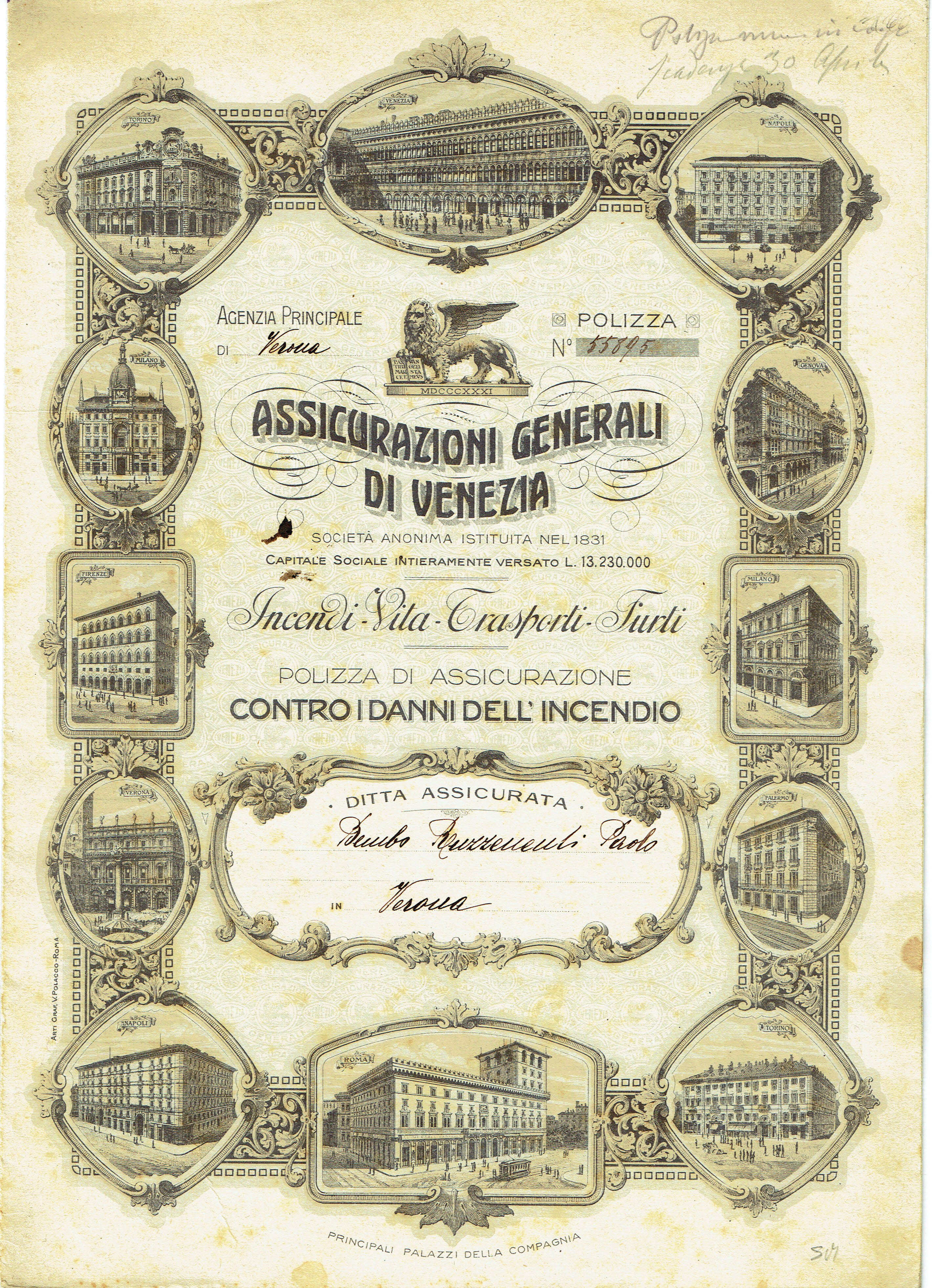
Assicurazioni Generali: Polizza di assicurazione del 1919

### Sotto gli Asburgo
La Imperial Regia Privilegiata Compagnia di Assicurazioni Generali Austro-Italiche è stata fondata nella città di Trieste il 26 dicembre 1831. Promotore ne fu Giuseppe Lazzaro Morpurgo. L'aggettivo "Generali" indicava il fatto che la compagnia si occupasse di ogni ramo assicurativo (incendi, vita, grandine, trasporto marittimo, terrestre e fluviale), orientamento non comune all’epoca: tutte le compagnie di assicurazione triestine erano attive nel solo ramo dei trasporti marittimi ad eccezione della Azienda Assicuratrice che si occupava anche del ramo grandine.
“Austro-Italiche” era riferito alla doppia struttura direzionale: la sede principale a Trieste per curare la Compagnia e le relazioni con la monarchia asburgica e una sede direzionale a Venezia, responsabile del Lombardo-Veneto e delle attività nella penisola italiana.
Il capitale sociale era di due milioni di fiorini, ripartito su di un azionariato abbastanza ampio comprendente sia imprenditori triestini che provenienti dal Lombardo-Veneto; tra di loro c'erano Giovanni Cristoforo Ritter de Záhony, Giovanni Battista de Rosmini, Marco Parente, Samuele Della Vida, Pasquale Revoltella.
La scelta del simbolo cadde sull'aquila asburgica, essendo Trieste austriaca dal 1382 (e fino al 1918).
La presenza in molti mercati fu fin dall'inizio una caratteristica del gruppo, vista la storica vocazione commerciale sia di Trieste che di Venezia. Nel primo decennio di vita la rete delle agenzie si espanse fino a coprire tutti gli stati italiani, le principali città dell'impero ed i principali porti europei.
Fino al 1847 la figura più importante della compagnia fu quella di Gianbattista de Rosmini, consultore legale e maggior azionista; dal 1835 fu presidente permanente dei Congressi Generali e quindi di fatto a capo della compagnia.
Fra i primi eventi indennizzati vi fu l'incendio del 1836 del Teatro La Fenice di Venezia, che essendo assicurato presso le Generali, ricevette una somma con cui fu pagata la ricostruzione.
Nel 1848, in seguito ai moti risorgimentali, l'aggettivo "Austro-Italiche" fu eliminato dalla ragione sociale e la compagnia divenne per antonomasia le Assicurazioni Generali.
Nel 1856 le Generali erano diventate la maggiore compagnia assicuratrice dell'Impero austriaco. L'anno successivo furono quotate alla Borsa di Trieste.
Nel 1860 l'aquila asburgica cede il passo al Leone di San Marco come simbolo delle assicurazioni.
Dopo l'Unità d'Italia la direzione veneziana delle Generali divenne la più grande compagnia assicuratrice del nuovo regno.
Alla direzione della filiale italiana era stato dalla fondazione al 1875 Samuele Della Vida, una delle figure più significative della storia aziendale.
Il 17 novembre 1869 venne inaugurato il Canale di Suez, il cui effetto di moltiplicatore sui commerci mondiali era stato intuito dagli uomini delle Generali che furono tra gli attori di quell’avvenimento storico: Pasquale Revoltella, che era stato direttore di Generali fino a quel momento, divenne vicepresidente della Compagnia universale del Canale di Suez e Giuseppe Morpurgo si recò a Suez per l’inaugurazione del canale in veste di direttore di Generali e vicepresidente della Camera di Commercio di Trieste. Il loro interesse era legato agli sviluppi di Trieste e del porto, che stavano attraversando un momento di ristagno; con l’apertura del canale i traffici triestini si ampliarono, così come l’afflusso di capitali. In questa condizione economica favorevole Generali si espanse nel mondo: dal Mediterraneo orientale al Nord Africa, in Estremo Oriente e nelle Americhe.
Dal 1877 al 1920 la compagnia fu gestita dalla forte personalità di Marco Besso, che fu segretario generale della società dal 1877, poi direttore generale nel 1885 e infine presidente nel 1909.
Sotto la sua guida la compagnia assunse una dimensione internazionale, con l'apertura di agenzie nel Mediterraneo, a San Pietroburgo e Varsavia, nelle Americhe, in Estremo Oriente, e la fondazione di consociate come la Erste Allgemeine Schaden- und Unfallversicherung di Vienna, la Generala in Romania, l'Anonima Grandine (fondata dal Comm. Pio Alessandro Pontremoli) e l'Anonima Infortuni a Milano.
Questa è anche l'epoca della costruzione delle prestigiose sedi come il palazzo di piazza della Signoria a Firenze (1871), il palazzo in piazza Duca degli Abruzzi a Trieste (1886), il palazzo di piazza Cordusio a Milano (1899), il palazzo di piazza Venezia a Roma, quello di piazza Solferino a Torino. Nel 1914 vennero ristrutturate le Procuratie Vecchie, sede della direzione di Venezia.
Durante la prima guerra mondiale, che oppose l'Italia all'Austria-Ungheria, la tradizionale autonomia della sede veneziana rispetto a quella triestina fece sì che la compagnia fosse divisa in due sul piano operativo, ed insieme evitasse di prendere posizioni politiche che avrebbero potuto comprometterla.

### Il periodo italiano
Nel 1920 divenne presidente Edgardo Morpurgo. Sotto la sua guida si ha un'ulteriore espansione internazionale della compagnia: nel 1924, anche a causa della divisione dell'Impero austroungarico, si contavano ben otto direzioni all'estero e sessanta succursali e agenzie in trenta paesi; nel 1935 le consociate erano ventinove in Europa, quattro nelle Americhe, due in Africa e una in Asia. In questi anni l'immagine della società è curata da Marcello Dudovich. Fra gli acquisti di questo periodo c'è l'Alleanza Assicurazioni, fondata nei primi del novecento da Evan George Mackenzie, Giacomo Castalbolognesi, Enrico Rava e Giuseppe Corradi.

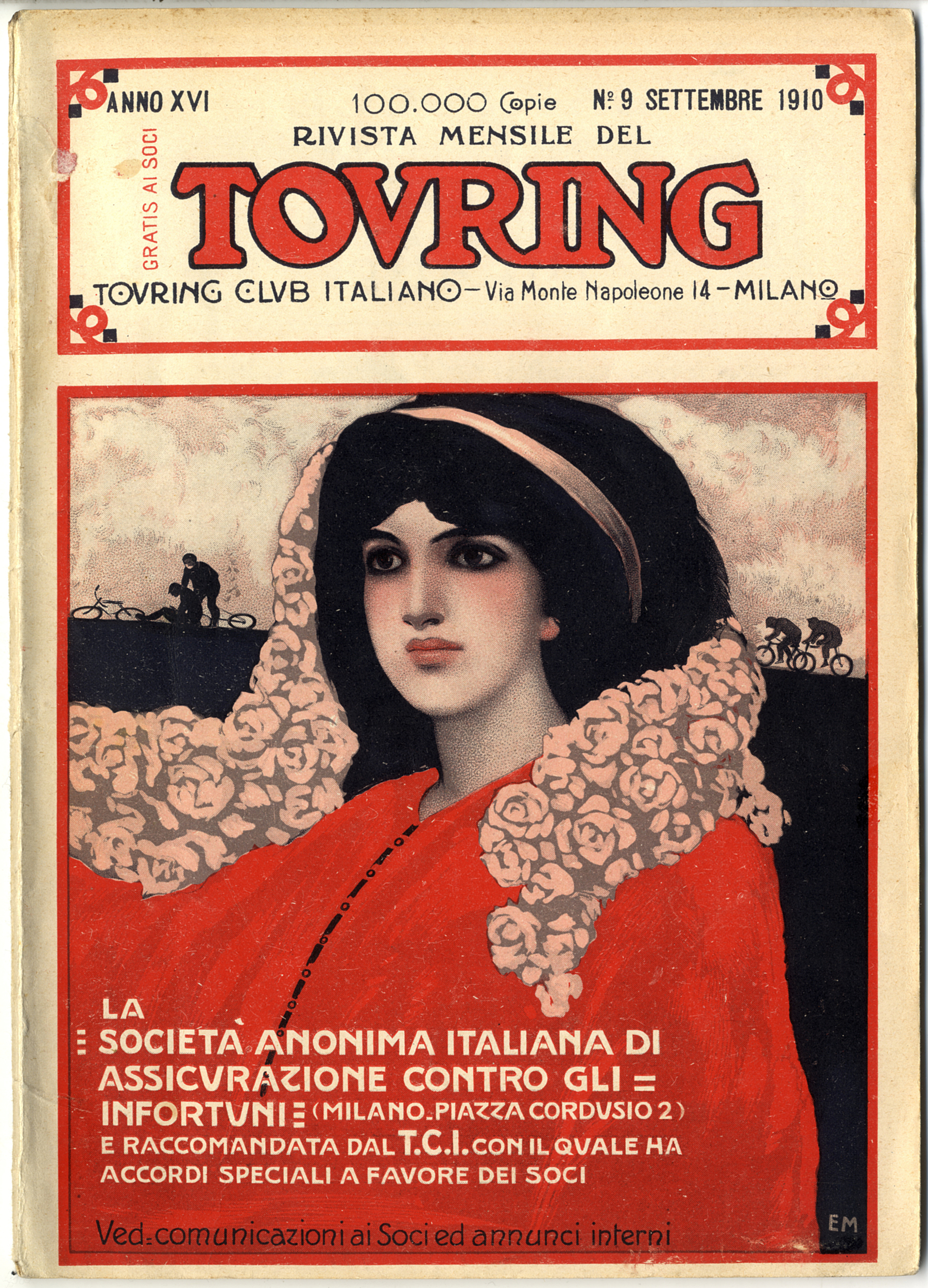
Rivista del 1910 con pubblicità della Società anonima italiana di assicurazione contro gli infortuni

Il rapporto con il Fascismo fu disteso fino alla metà degli anni trenta, quando precipitò con l'avvento delle leggi razziali.
Infatti nel primo secolo di attività le Assicurazioni Generali si erano consolidate ed espanse anche grazie alla presenza determinante di azionisti e dirigenti di origine ebraica, dai Morpurgo ai Maurogonato, dai Levi Della Vida ai Treves de' Bonfili.
Proprio un Morpurgo era presidente nel 1938 e fu invitato a dimettersi ancor prima delle "leggi razziali" (ormai imminenti), in occasione della visita di Benito Mussolini a Trieste e a cedere la presidenza a Giuseppe Volpi di Misurata.
Di fatto in questo periodo le Generali furono guidate dall'amministratore delegato Gino Baroncini che permise la continuità gestionale senza traumi.
Baroncini guidò il gruppo nei difficilissimi anni che videro la guerra, le occupazioni tedesca, jugoslava e poi l'amministrazione britannica-americana del Territorio Libero di Trieste, seguite dall'esproprio delle succursali nei paesi dell'Est, sotto le presidenze di Antonio Cosulich (1943-1948) e di Mario Abbiate (1948-1954).
Fra il 1960 ed il 1968 fu presidente Baroncini, in azienda dal 1937, che fu il presidente del boom. Nel 1963 la filiale francese delle Generali, Concorde, facendo propria un'intuizione di Pierre Desnos, fondò Europ Assistance; la nuova compagnia diede vita al concetto di “assistenza privata”: fornire aiuto in modo organizzato a chiunque si trovi in situazioni di difficoltà lontano da casa.
Nel 1974 viene costituita Genagricola, la società che si occupa delle attività agricole del Gruppo.
Dal 1968 al 1979 fu presidente Cesare Merzagora, il quale ristrutturò l'azienda in modo più efficiente e trasparente.
Gli successe, fino al 1990, Enrico Randone.
Nel 1988 Generali si rafforzò in Francia acquistando una partecipazione nella Compagnie du Midi e l'anno seguente divenne azionista del gruppo AXA Midi. La partecipazione si esercita grazie al possesso del 40% di Società di Partecipazioni AxaGenerali, a sua volta azionista di AXA con il 40% circa.
Nel 1990 AXA Midi si fonde in AXA S.A.S., con Generali sempre azionista con il 40% del capitale sociale della holding di controllo del gruppo francese. Nel 1996, tuttavia, Generali sceglie di vendere il pacchetto azionario, per ottenere liquidità necessaria per l'acquisto di INA Assitalia.
Nel 1994 nasce Genertel, la prima società in Italia a erogare servizi finanziari tramite telefono.
Nel 1998 arriva Banca Generali, nata prevalentemente come banca online, che nel corso degli anni si sviluppa come polo bancario del Gruppo e si sposta nel segmento private banking.

### Gli anni recenti
Dopo l'acquisizione dell'INA Assitalia nel 2000, ci fu quella della Toro Assicurazioni nel 2006.
Nel 2011 nasce Generali Real Estate, che gestisce le attività immobiliari del Gruppo. L’azienda diventa presto uno dei colossi del settore, proprietario unico di CityLife, il nuovo complesso residenziale e commerciale che sorge sull’area della vecchia Fiera di Milano al Portello. Tra i palazzi edificati, c’è la torre Generali, disegnata dall’archistar Zaha Hadid, dal 2019 sede del Gruppo a Milano.
Nel 2013, il 1º luglio, dall'incorporazione del ramo italiano delle Assicurazioni Generali in INA Assitalia e conseguente cambio di denominazione, nasce Generali Italia. Dal 31 dicembre 2013 comprende anche Toro Assicurazioni, Lloyd Italico e Augusta Assicurazioni. A guidare la nuova compagnia, come amministratore delegato e country manager Italia, è Philippe Donnet.
Donnet diviene amministratore delegato del Gruppo Generali a marzo del 2016. Sotto la sua gestione il gruppo realizza con successo due piani strategici e i risultati finanziari sono in crescita.
Nel 2022 l’assemblea degli azionisti di generali conferma Philippe Donnet alla guida del Gruppo per un terzo mandato, confermando così il piano strategico Lifetime Partner 24: Driving Growth che era stato presentato a dicembre 2021. Con lui viene eletto presidente Andrea Sironi, accademico e presidente dell'Università Bocconi.
Il 15 giugno 2023 la compagnia annuncia l'acquisizione di Liberty Seguros, rivale di Generali in Spagna e Portogallo nel ramo "danni", dal gruppo statunitense Liberty Mutual per una somma di 2,3 miliardi di euro. L’operazione «rafforza il posizionamento competitivo europeo di Generali nel canale diretto facendo leva sulle forti competenze di Liberty Seguros in quest’ambito». Con questo acquisto Generali diventerà la quarta compagnia assicuratrice per il ramo danni in Spagna, la seconda nel mercato portoghese ed entrerà tra le prime dieci del settore in Irlanda e Irlanda del Nord.
Il 6 luglio 2023 Generali ha acquisito Conning e le sue controllate e avviato una partnership decennale con Cathay Life, che con l'accordo diventa azionista di minoranza (16,75% delle quote) di Generali Investment Holding, azienda del gruppo che comprende la maggioranza delle attività di asset management di Generali. L'acquisizione di Conning e delle sue consociate porta il patrimonio complessivo in gestione di Generali a 775 miliardi di euro, con un incremento di 144 miliardi di euro. Con questa acquisizione Generali diventa il nono player europeo per asset under management.

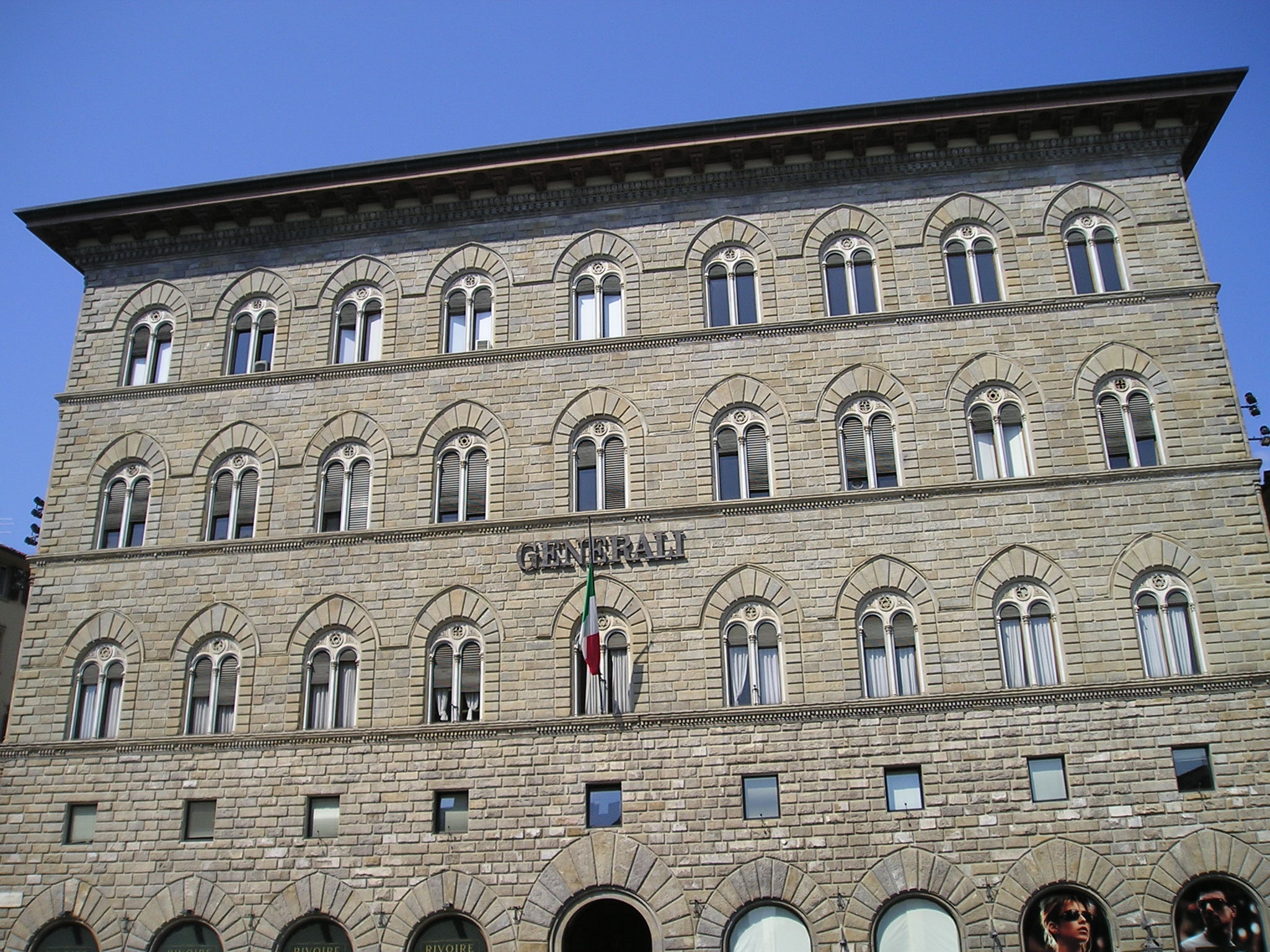
Sede di Firenze

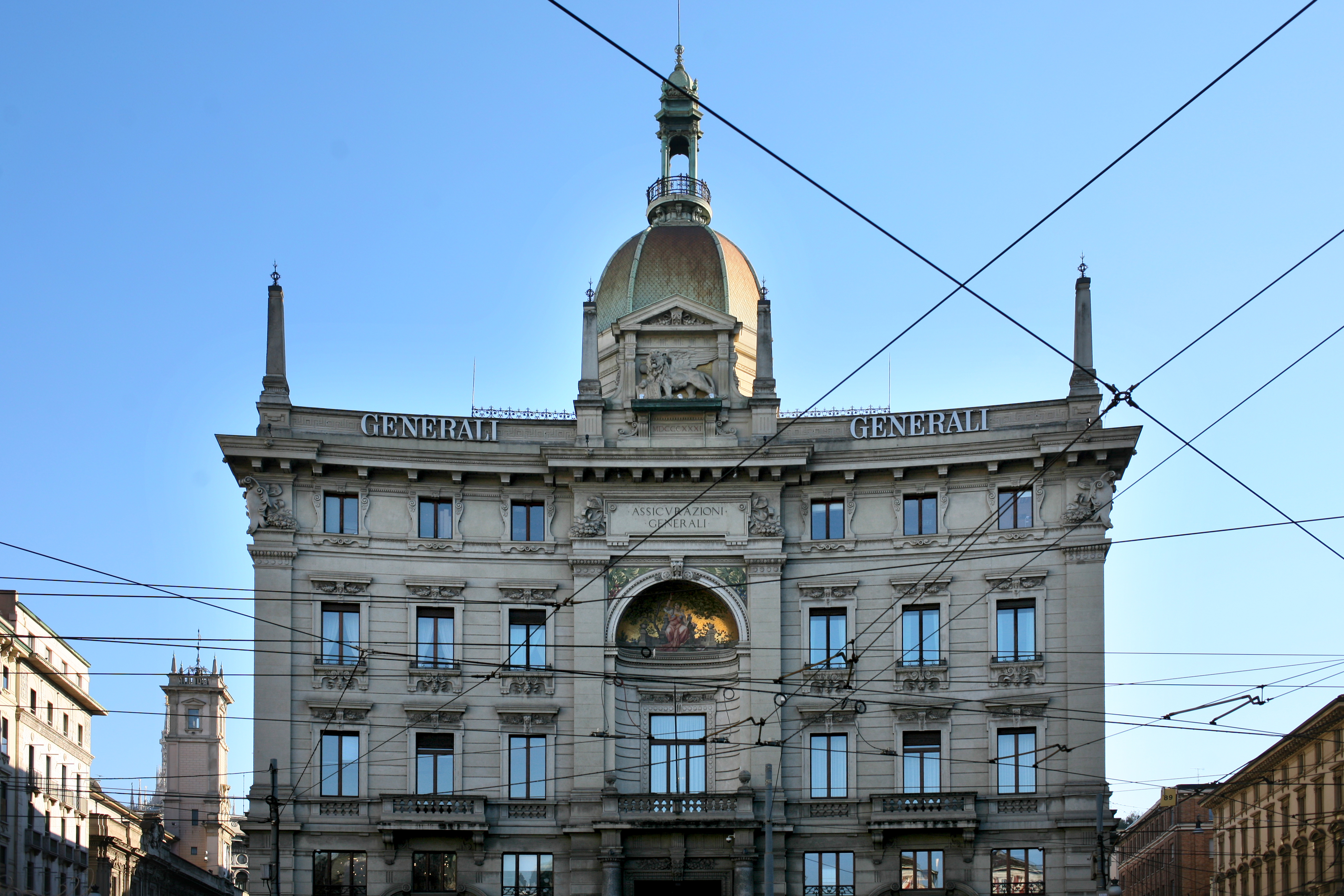
Sede di Milano

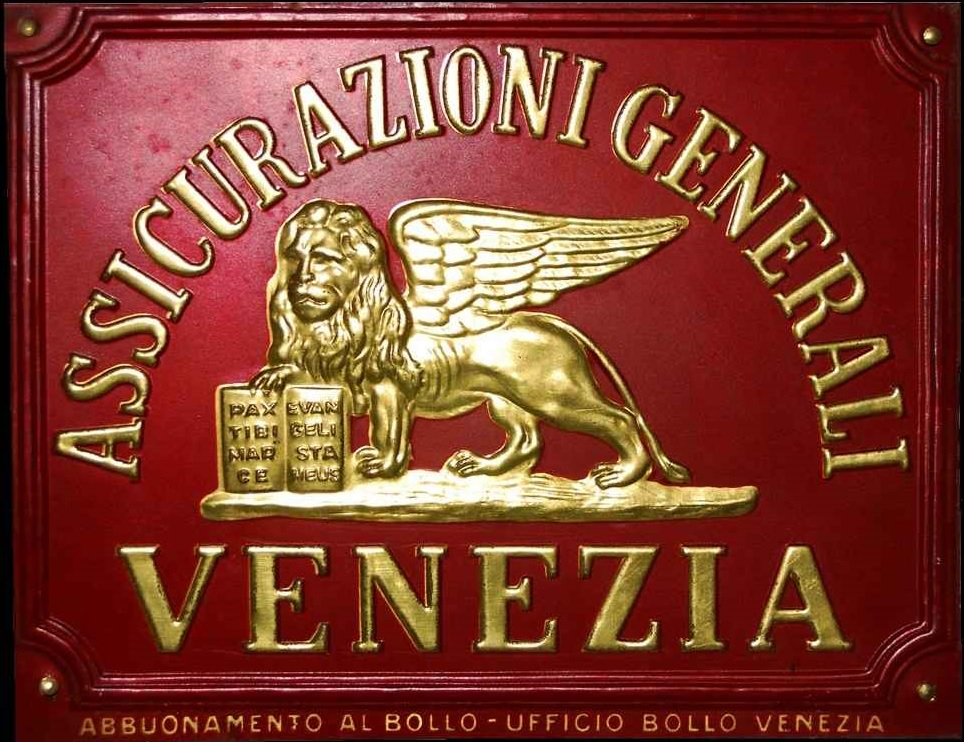
Targa originale d'epoca, in latta sbalzata con scritte e il Leone di San Marco dorate in rilievo, databile 1924-1940

## Gruppo
La sede del gruppo Generali si trova a Trieste, mentre la direzione per l'Italia si trova a Mogliano Veneto, precedentemente situata in piazza San Marco a Venezia. Il top management è formato da Andrea Sironi (Presidente da febbraio 2022), Philippe Donnet (Amministratore delegato del gruppo), Cristiano Borean (Direttore finanziario).
Il gruppo è presente in 50 paesi con più di 400 società.
Fanno parte del gruppo Generali le seguenti compagnie assicuratrici italiane:
- Generali Italia (capogruppo), nata il 1º luglio 2013 dall'incorporazione del ramo italiano delle Assicurazioni Generali in INA Assitalia e conseguente cambio di denominazione. Dal 31 dicembre 2013 comprende anche Toro Assicurazioni, Lloyd Italico e Augusta Assicurazioni[50]
- Alleanza Assicurazioni
- Europ Assistance
- Genertel, che nel 2023 ha incorporato Cattolica Assicurazioni

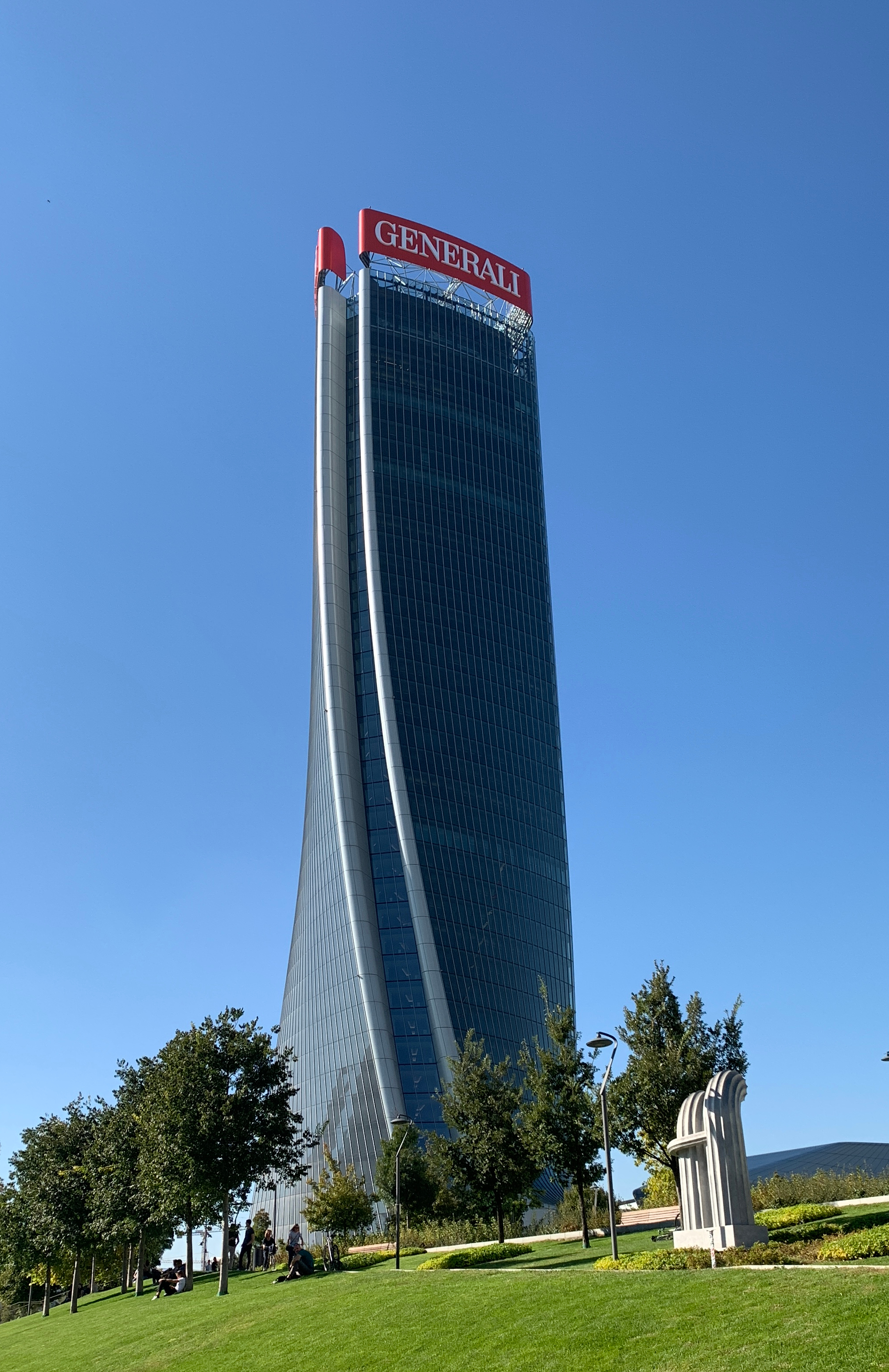
Torre Generali a Milano

- Genertellife
- Jeniot
- DAS
- Liberty Seguros

## Presidenti
- Gabriele Galateri di Genola (aprile 2011 - febbraio 2022)
- Andrea Sironi - dal febbraio 2022

## Azionariato
L'azionariato al 1 aprile 2025 è il seguente:
- Investitori istituzionali: 31,60%
- Mediobanca: 13,10%
- Gruppo Del Vecchio: 9,93%
- Gruppo Caltagirone: 6,92%
- Gruppo Benetton: 4,80%
- Unicredit S.p.A. - 4,1%[52]

## Partecipazioni
- Banca Generali S.p.A. - 51,029%
- Telco S.p.A. - 19,32%
- Sara Assicurazioni - 14%[53]
- International Game Technology (detiene la Lottomatica S.p.A) - 3,273%
- Saras S.p.A. - 2,26%
- Terna S.p.A. - 2,004%
- RCS MediaGroup S.p.A. - 0,989%
- Unicredit S.p.A. - 0,42%

## The Human Safety Net
È la fondazione, creata nel 2017, che si occupa di iniziative a favore delle persone svantaggiate e la cui missione è "liberare il potenziale delle persone che vivono in condizioni di vulnerabilità affinché possano migliorare le condizioni di vita delle loro famiglie e comunità".
Collabora con circa 60 enti, tra ONG e imprese sociali, per portare avanti i suoi programmi che operano su due linee principali: famiglie e rifugiati.
The Human Safety Net ha sede alle Procuratie Vecchie, sede storica di Generali a Venezia.